# De Ramaix
De Ramaix is een geslacht waarvan leden sinds 1888 tot de Belgische adel behoren.

## Geschiedenis
De bewezen stamreeks begint met Arnould Dramais of Deramais, hoedenverkoper te Ath, die in 1662 trouwde, tevens eerste vermelding van een telg van dit geslacht. Ook nageslacht oefende datzelfde beroep uit. In 1888 werd Maurice de Ramaix, diplomaat en politicus, verheven in de erfelijke Belgische adel met de titel van jonkheer/jonkvrouw. (Hij werd tevens verheven tot pauselijk graaf in 1880, titel overgaande bij eerstgeboorte maar niet erkend buiten het Vaticaan.)
In 2011 waren er nog zes mannelijke telgen in leven, de laatste geboren in 2008.

## Enkele telgen
Jhr. dr. Maurice de Ramaix (1850-1918), diplomaat en politicus
- Jhr. Gaston de Ramaix (1878-1937), diplomaat en kabinetschef op het ministerie van Buitenlandse Zaken
  - Jhr. dr. Paul de Ramaix (1929-2016), ongehuwd en bewoner van het familiekasteel van Grune
- Jkvr. Marie-Josèphe de Ramaix (1879-1952); trouwde in 1903 met Raymond burggraaf de Biolley (1866-1937), politicus en telg uit het geslacht De Biolley
- Jhr. ir. Amaury de Ramaix (1881-1955), diplomaat en burgemeester van Baulers
  - Jhr. dr. Maurice de Ramaix (1921-2008)
    - Jhr. Michel-Amaury de Ramaix (1952-1981)
      - Jhr. David de Ramaix (1978), chef de famille, proximusmedewerker
        - Jhr. Jaimy de Ramaix (2007), vermoedelijke opvolger als chef de famille

### Adellijke allianties
- De Meester (1877), De Biolley (1903), Van de Werve de Vorsselaer (1906), Van Weede (1919, Nederlandse adel), Descantons de Montblanc (1920), Quarles van Ufford (1948, Nederlandse adel), De Jamblinne de Meux (1950), Lagasse de Locht (1968), Cogels (1975), Roelants du Vivier (1976), De Viron (1980), De Meester de Betzenbroeck (2009)

### Bezit
- Château de Grune